# El Nido (aviario)
El Nido es un aviario ubicado en Ixtapaluca, estado de México. Se trata de una asociación civil creada con el fin de preservar más de 300 especies diferentes de aves, tanto mexicanas como del resto de Sudamérica, África y Asia, en su mayor parte en peligro de extinción.
La asociación, conocida anteriormente como Vida Silvestre, cuenta además con un espacio para la reproducción y conservación de las especies más amenazadas.
Es el tercero más grande y diverso en el mundo y el más importante de Latinoamérica. Además ha sido el primer lugar en lograr la reproducción en cautiverio del quetzal ave mesoamericana, caracterizada por no poder sobrevivir fuera de su hábitat, pues es conocida como un símbolo tradicional de la libertad.

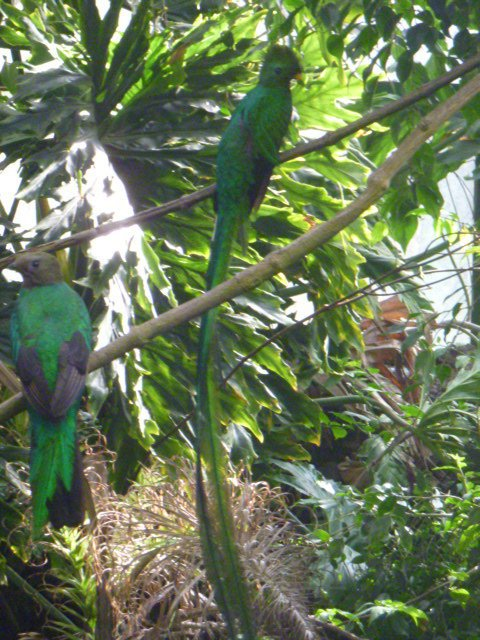
Quetzales adaptados al cautiverio en el aviario el Nido de Ixtapaluca

## Historia
Los orígenes del Aviario el Nido comenzaron en la época de los sesenta, cuando el médico veterinario Jesús Estudillo López decidió comprar un terreno con seis hectáreas conformado por 10,000 árboles y plantas el cual dedicaría a la investigación, conservación y reproducción de aves en peligro de extinción, dada su pasión por estos animales decidió traer aves en peligro de extinción y realizar con ellas varios experimentos para lograr recrear sus hábitat y así poder mantenerlas en cautiverio, con ello pudo observar su comportamiento y crear de este modo proyectos que le permitieran la reproducción y la repoblación de las especies más amenazadas por la actividad humana o el cambio climático.
El espacio principalmente fue abierto a la comunidad científica especializada en aves, sin embargo a modo de compartir la información en 2003 este sitio fue abierto al público en general, como un centro de educación ambiental que permite el acercamiento del ser humano con la naturaleza sobre todo pensado para las generaciones jóvenes a fin de crearles conciencia sobre la importancia de conservar todas estas especies.

## Símbolo del lugar
El ave representativa del lugar y la que se encuentra dentro de su logotipo es el Quetzal (Pharomachrus) pues el Dr. Jesús Estudillo López fue el primero en lograr recrear su hábitat exacta para que de este modo el ave se sintiera en condiciones adecuadas para su reproducción. 
En 2012 se transmitió por internet el nacimiento en incubadora de uno de los polluelos de Quetzal. La importancia se encuentra en que la temporada de reproducción de esta majestuosa ave solo se da una vez al año donde la hembra solo logra poner 2 huevos. 
Esta ave forma parte importante de la mitología prehispánica, pues su nombre es conocido en náhuatl como precioso o bello, antiguamente sus plumas que se caracterizan por tener hasta 90 centímetro de largo, formaron parte del penacho del emperador Moctezuma, y de sacerdotes ancianos.

## División del lugar

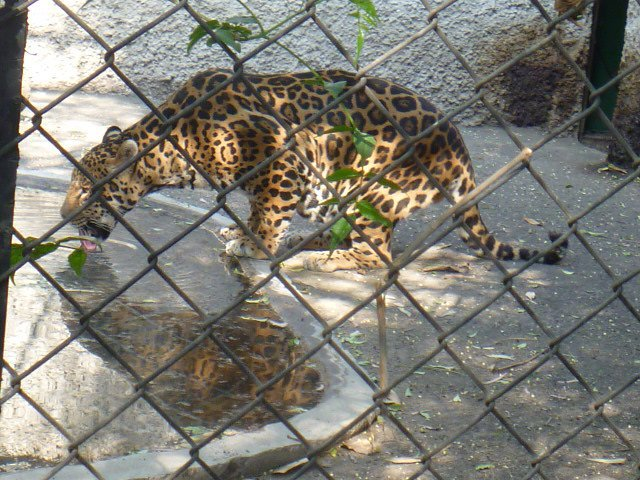
Jaguar en cautiverio

Actualmente se expandieron más áreas de exhibición donde se integraron especies de felinos, primates, aves rapaces y aves exóticas  que también se encuentran dentro de la problemática de extinción. 

### Felinos
Es un área especialmente adaptada para la estancia de diferentes felinos como el jaguar, el tigre y la pantera los cuales forman parte importante en la naturaleza y que actualmente se encuentran dentro de las especies más amenazadas en el mundo. Sin importar lo emblemáticas que son para nuestro país.
Como el Jaguar y el Puma

### Primates
En esta área se encuentran especies entre las más destacadas están el mono capuchino. Cada año hay distintas especies.

### Aves rapaces
Aquí se encuentran todas aquellas aves considerables peligrosas, pues son aquellas que cazan presas para alimentarse utilizando su pico y sus garras afiladas. Entre las especies más conocidas se encuentran los halcones, águilillas, búhos, y el ave representativa de la nación mexicana y la cual se encuentra al borde de la extinción, el águila real.  

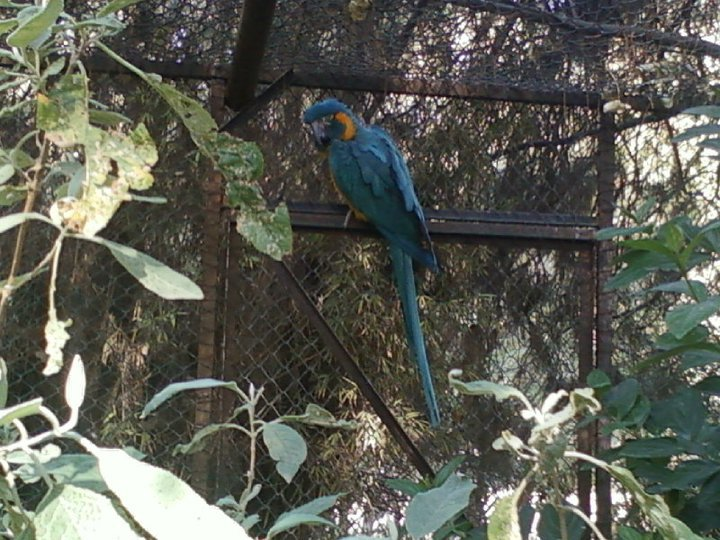
Guacamaya azul adaptada al cautiverio

### Aves exóticas
En esta área en la cual fueron adaptados diferentes ecosistemas la variedad de especies que se encuentran son principalmente mexicanas, las cuales se ubican principalmente en estados como Chiapas y Yucatán, algunas otras son de continentes como Asia o Sudamérica estas aves son tucanes, tucanetas, garzas, flamingos, pavos reales y guacamayas entre las que destaca la guacamaya azul joya, protagonistas de la película Río. Los pájaros y  aves aves exóticas utilizan un plumaje my colorido por todo varias razones: mezclarse en el entorno, atraer a una pareja, distraer a los posibles depredadores, identificarse con otros miembros de su especie. Pero no sin importar cuáles son los motivos de estos maravillosos juegos de colores, para los seres humanos es simplemente bello.